# Hoeve Bervesj

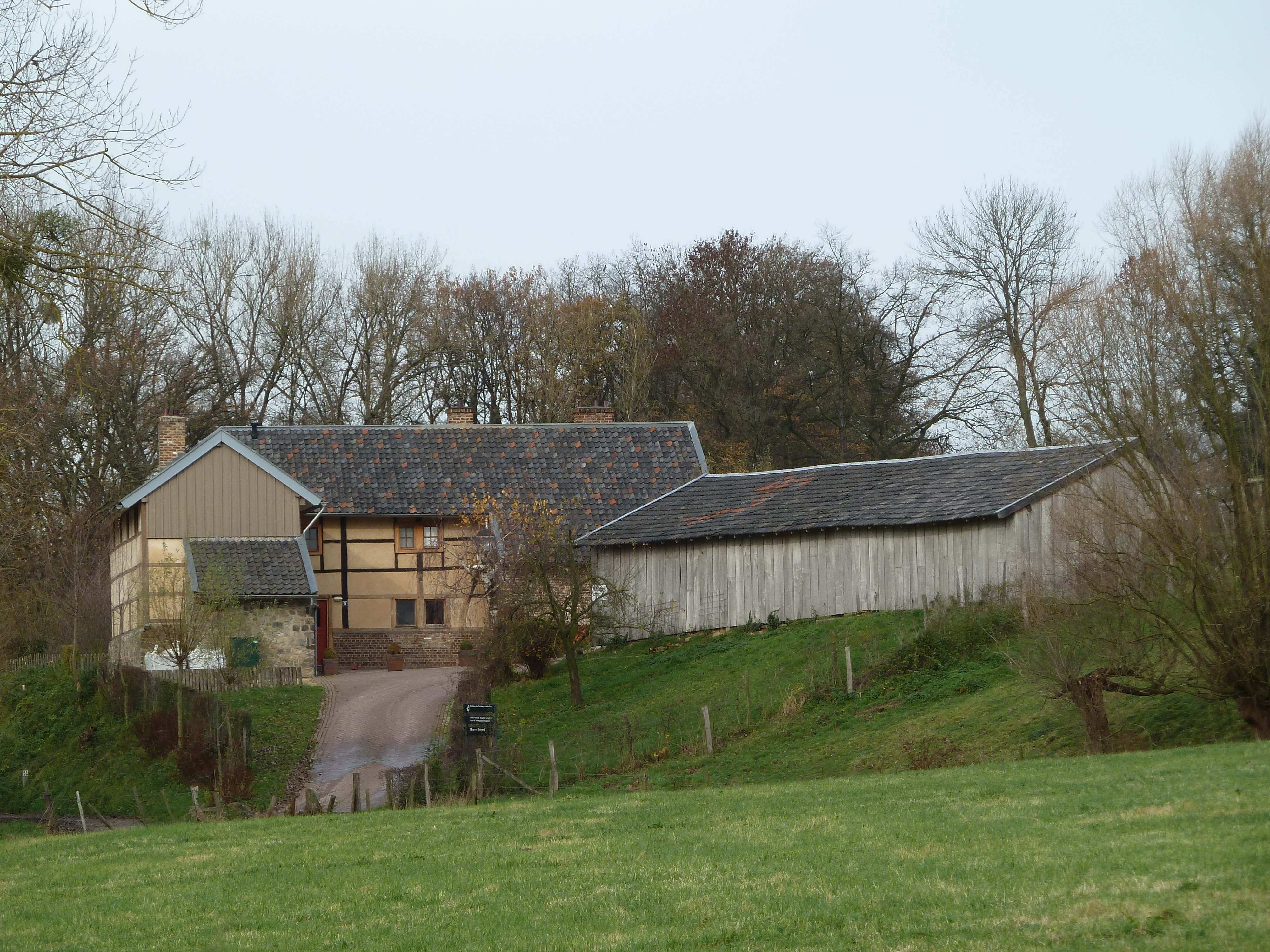
Hoeve Bervesj

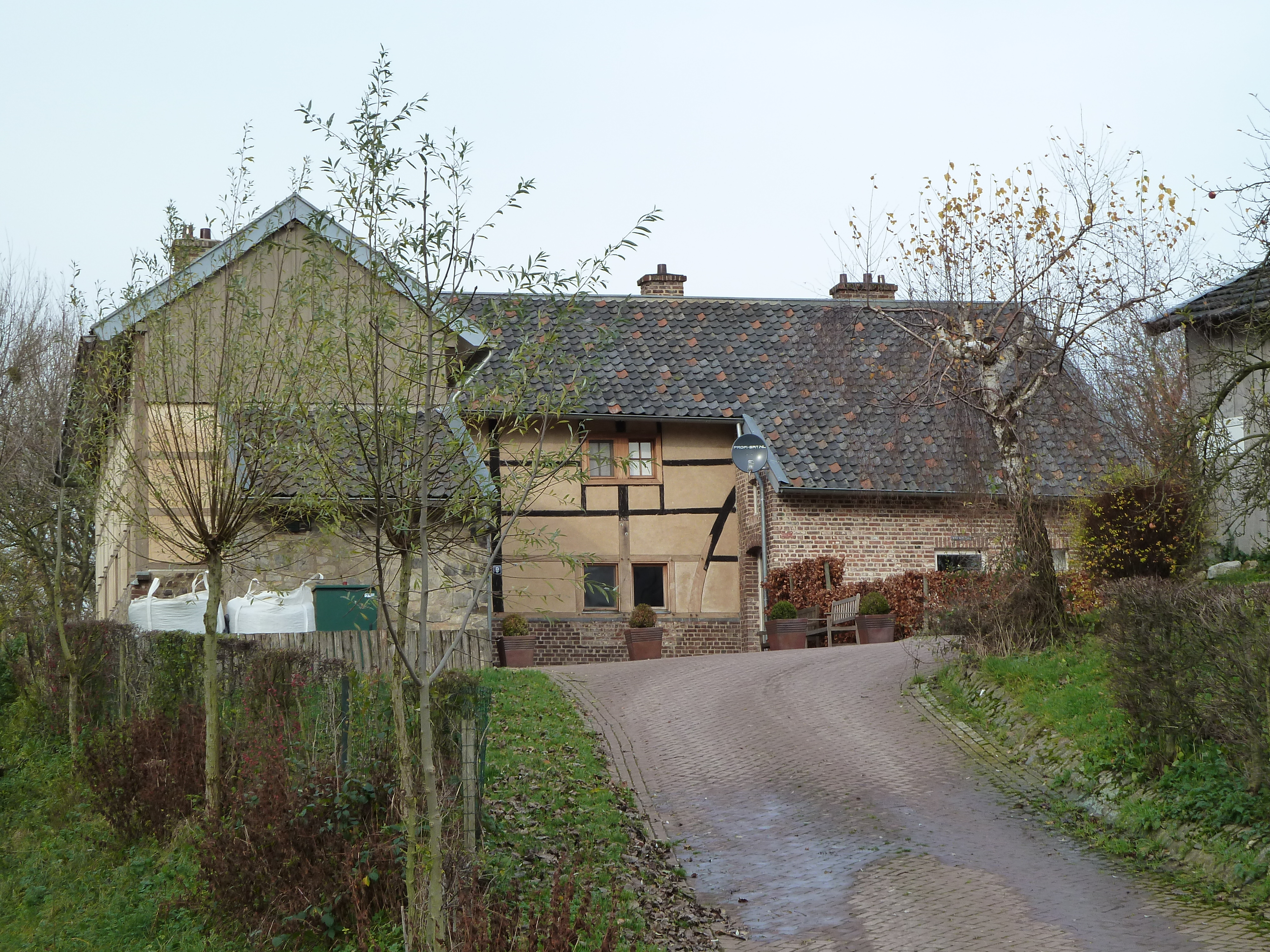
Hoeve Bervesj

De Hoeve Bervesj (Cottessen 9) is een monumentale hoeve in het westen van Cottessen in Nederlands Zuid-Limburg in de gemeente Vaals. De hoeve staat in het Geuldal op ongeveer 75 meter van de monding van de Berversbergbeek in de Geul en is daarmee de laagst gelegen bebouwing van Cottessen. Naar het noordoosten rijst het Plateau van Vijlen omhoog in het landschap.
Op ongeveer 350 meter naar het noordwesten ligt de Heimansgroeve. Op ongeveer 375 meter naar het noordoosten ligt de Hoeve Bellet en op ongeveer 400 meter naar het oosten ligt de Hoeve Termoere. Aan de overzijde van de Geul ligt op ongeveer 700 meter ten westen van de hoeve het gehucht Kuttingen.
De hoeve is een rijksmonument en ligt in het gebied van Rijksbeschermd gezicht Camerig-Cottessen. De hoeve is eigendom van Het Limburgs Landschap.

## Geschiedenis
In de eerste helft 19e eeuw werd de hoeve gebouwd.
Op 23 januari 1967 werd de hoeve ingeschreven in het rijksmonumentenregister.
Sinds 1999 is Het Limburgs Landschap eigenaar van de hoeve.
In 2004-2005 werd de hoeve gerestaureerd, waarbij twee derde van het vakwerk werd vernieuwd. Bij die gelegenheid werden zowel het woonhuis als de schuur ingericht tot vakantiewoning.

## Bouwwerk
De hoeve is opgetrokken op een haakvormig plattegrond in vakwerkbouw.